# Holger Salin
Holger Salin (né le 18 septembre 1911 en Finlande et mort entre 1941 et 1944 durant la guerre de Continuation) est un joueur de football international finlandais, qui évoluait en tant qu'attaquant.
Il est connu pour avoir terminé meilleur buteur du championnat de Finlande lors de la saison 1930 avec 9 buts (à égalité avec le joueur Olof Strömsten) et 1931 avec 11 buts.